# Barbertongroensteengordel

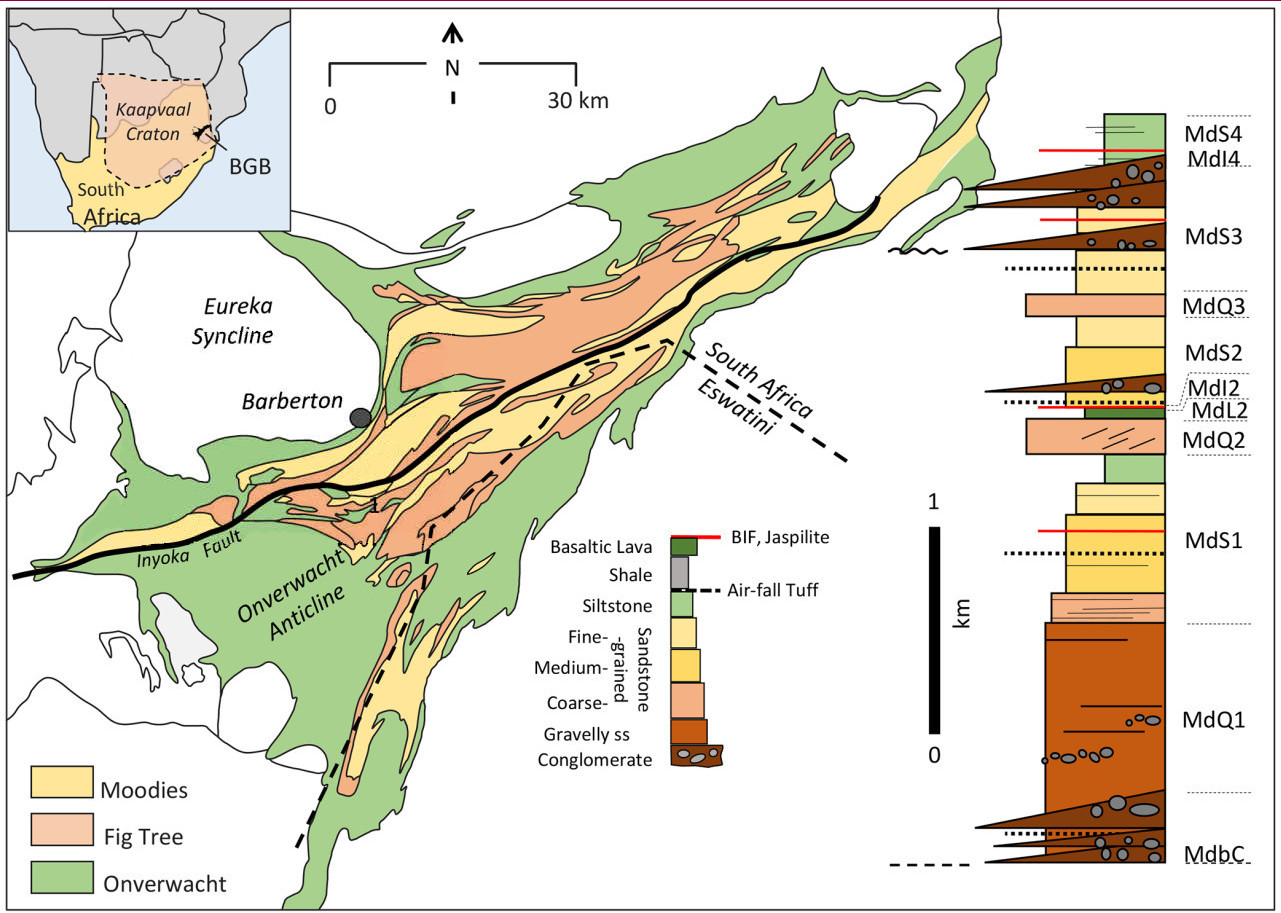
Geologische overzichtskaart van de Barbertongreensteengordel. De drie onderscheidbare stratigrafische groepen zijn in verschillende kleuren weegegeven. Linksboven de locatie van de gordel in Zuid-Afrika en in het Kaapvaalkraton. Rechts een stratigrafische kolom met de belangrijkste gesteentetypen in de Moodies Group.

De Barbertongroensteengordel is een groensteengordel in het gebied rond de Makhonjwa Mountains in het noordoosten van Zuid-Afrika en aangrenzend Eswatini (Swaziland). De ouderdom van de gordel is van 3,57 tot 3,21 miljard jaar. De Barbertongroensteengordel is onderdeel van het Kaapvaalkraton en bevat een van de best bewaard gebleven opeenvolgingen van aan het oppervlak gevormde gesteenten uit het Archeïcum ter wereld. Het is daarmee een van de weinige plekken waar de omstandigheden op de vroege Aarde in detail bestudeerd kunnen worden. De gordel bevat mafische tot ultramafische lava's en sedimenten, die door verschillende soorten felsische intrusies worden doorsneden. De Barbertongordel beslaat een gebied van ongeveer 150 bij 100 km en is een belangrijke vindplaats van metalen, met name goud en ijzer.
De hoge ouderdom van de Barbertongroensteengordel bleek in de jaren 1970 en 1980 met de opkomst van precieze radiometrische dateringstechnieken. Samen met het Pilbarakraton in Australië is het de enige plek waar sediment uit het Paleo- en Mesoarcheïcum relatief goed bewaard aan het oppervlak ligt. In de gordel zijn microfossielen, black smokers van de zeebodem, getijde-afzettingen en sporen van meteorietinslagen ontdekt. Onderzoek naar de Barbertongordel is van groot belang voor het inzicht in de omstandigheden op de vroege Aarde.

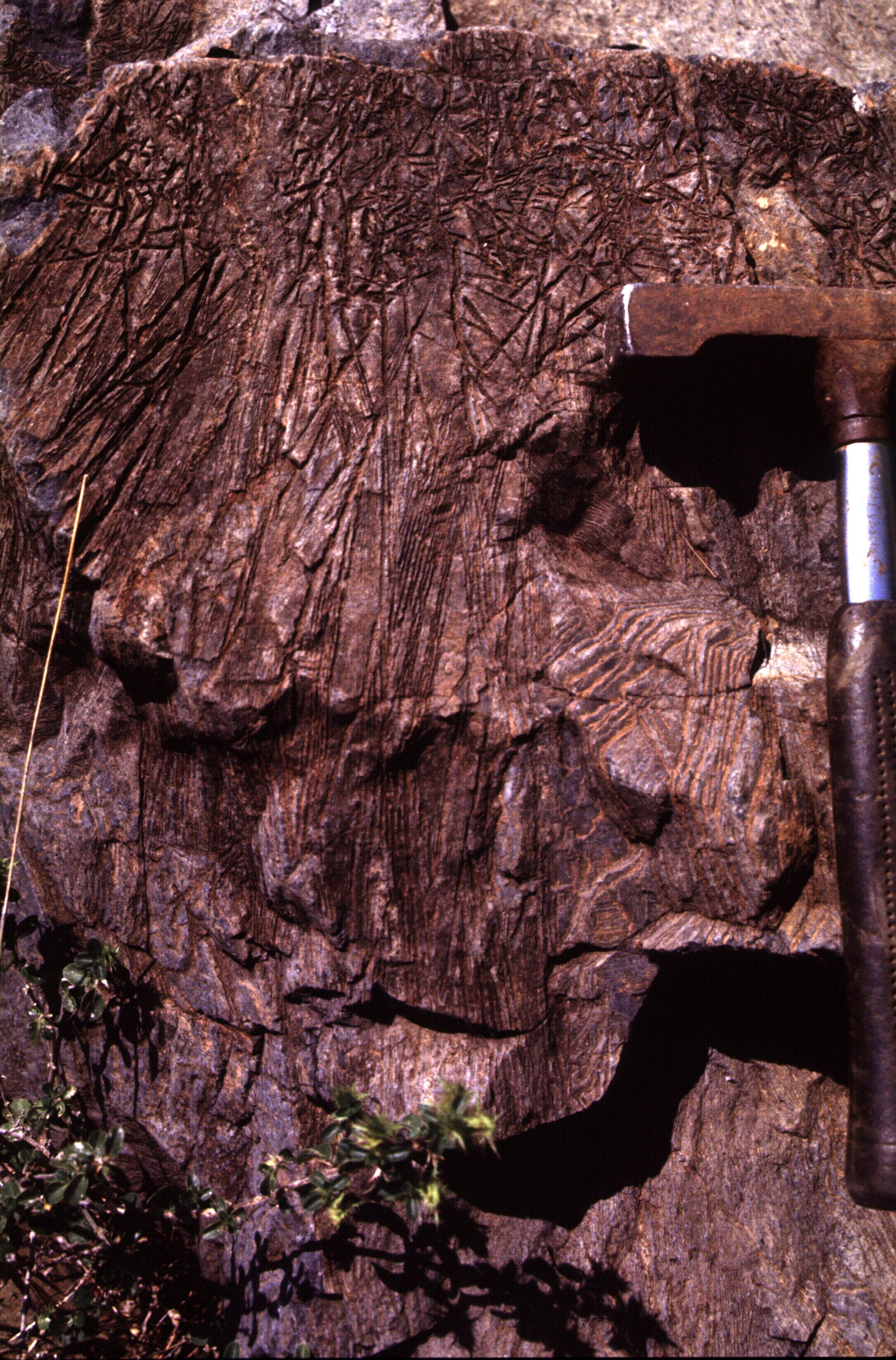
Komatiietlava op de typelocatie langs de rivier de Komati. De voor komatiiet typische spinifextextuur van naaldvormige kristallen is duidelijk herkenbaar.

## Gesteenten

### Stratigrafie
De vulkanische en sedimentaire lagen van de Barbertongroensteengordel vormen samen de Barberton Supergroup. In Zuid-Afrika wordt deze in drie groepen ingedeeld. 
De oudste lagen vormen de Onverwacht Group (ongeveer 3550 tot 3250 miljoen jaar oud). Het zijn voornamelijk onder water gevormde lagen basalt- en komatiietlava, maar er zijn ook lagen felsische lava, chert ("vuursteen"), banded iron formations, klastische sedimenten en zelfs evaporieten (bariet). Komatiiet (ultramafische lava) werd voor het eerst herkend in het gebied. De chertlagen zijn waarschijnlijk uit vulkanische as ontstaan. De lava's vormen cycli, met in elke cyclus ultramafische of mafische lava aan de basis en intermediaire tot felsische lava met chertlagen aan de top. In de jongere cycli is de lava aan de top bovendien steeds felsischer. Veel van de lava's hebben kussenstructuren, wat laat zien dat ze onder water uitvloeiden. De onderste formaties van de Onverwacht Group zijn in tegenstelling tot de rest van de groep middel- tot hooggradig metamorf (amfibolietfacies) en sterk gedeformeerd. De Onverwacht groep wordt geïnterpreteerd als uitvloeiingsgesteente bij een oceanische spreidingsrug. In enkele lagen zijn sporen van meteorietinslagen gevonden.
De Fig Tree Group (ongeveer 3260 tot 3230 miljoen jaar oud) is een pakket van voornamelijk flysch- en molasse-achtige sedimenten afgewisseld met vulkanoklastische lagen. Onder de sedimentaire lagen is veel grauwacke en andere kwartsarm gesteente zoals schalie, zandsteen en conglomeraat. Deze groep vormde op verschillende dieptes in de zee, waarschijnlijk op de helling van een kraton.
De Moodies Group (ongeveer 3225 tot 3215 miljoen jaar oud) bestaat voornamelijk uit siliciklastisch gesteente, met name zandsteen en conglomeraat. Deze lagen zijn deels in zeer ondiep water of op het land afgezet. Er is geen andere eenheid waarin oppervlakteprocessen in het Paleoarcheïcum zo gedetailleerd bestudeerd kunnen worden. Veel kennis over het klimaat en de samenstelling van zeewater en atmosfeer in die tijd zijn bijvoorbeeld gebaseerd op onderzoek naar de Moodies Group. Er komen ook enkele van de best bewaarde sporen van Archeïsch leven in voor, in de vorm van microfossielen en stromatolieten (algenmatten). Ook is de werking van getijden herkenbaar. 

### Vulkanisch gesteente
De Barbertongroensteengordel is de typelocatie van komatiiet, lava met minder dan 45% silica ("ultramafisch"). In 1969 ontdekten de broers James en Morris Viljoen dat het om een soort lava gaat. Zulke lava kwam voor in het Archeïcum, maar tegenwoordig niet meer. Mogelijk kan komatiiet ontstaan door smelten van de aardmantel onder zeer hoge temperatuur, bijvoorbeeld door een zeer hete mantelpluim. Het is ook mogelijk dat het in een Archeïsche subductiezone vormt. De oplossing van dit vraagstuk zal helpen in het begrip van de tektonische processen die tot de vorming van de eerste continentkorst leidden. De komatiiet van de Barbertongordel is relatief arm in aluminium. 
Sommige onderzoekers menen dat in de lava's van de Barbertongordel hydrothermale bronsystemen te herkennen zijn. Dit zijn plekken waar zeer heet water uit de oceaanbodem spuit. Met name het voorkomen van jaspilietlagen in banded iron formations en evaporietlagen (bariet) in de Fig Tree Group duiden op hydrothermale activiteit ten tijde van afzetting. Sporen van hydrothermale bronnen zoals black smokers zijn van belang omdat ze mogelijk de omgeving waren waarin het eerste leven zich ontwikkelde.

## Geologische structuur en ontwikkeling
De Barbertongroensteengordel is sterk gedeformeerd door nauwe, isoclinale plooien en verzet door breuken. De metamorfe graad is echter relatief laag voor zulk oud gesteente.
In de Barbertongordel is duidelijk een tektonische ontwikkeling van oceaankorst naar een stabiel kraton herkenbaar. De groensteengordel ontstond over een periode van ongeveer 350 miljoen jaar met ten minste drie belangrijke tektonische fases en meerdere fases van vulkanisme en intrusie. Dit proces van accretie leidde tot de vorming en stabilisering van het Kaapvaalkraton. Omdat de structuren zo goed bewaard zijn heeft het gebied model gestaan in de ontwikkeling van geologische kennis over het ontstaan van kratons (de oudste stabiele delen van continenten) in het Archeïcum.

## Fossiele levensvormen
De sedimenten in de Barbertongroensteengordel bevatten sporen van een vroeg ecosysteem van micro-organismes. Hoewel in de Isuagroensteengordel op Groenland nog oudere sporen van leven (3,8 miljard jaar) zijn gevonden zijn die veel minder duidelijk en controversiëler dan fossielen uit de Barbertongordel of Pilbara. 
Stromatolieten komen door de hele stratigrafie van de Barbertongordel voor. Ze kunnen meer dan een meter groot zijn en hebben pilaarachtige vormen. Stromatolieten uit het Archeïcum zijn ook op andere plekken ter wereld te vinden en worden door de meeste onderzoekers gezien als fossiele algenmatten: kolonies van micro-organismen.
Van groter belang zijn microfossielen. Deze komen voor in dunne chertlagen vol vulkanoklastisch materiaal, afgezet tussen dikke lavastromen. Kalkachtige microfossielen in de chertlagen van de Onverwacht Group en Fig Tree Group vertonen een opmerkelijke diversiteit van vormen. Isotopenonderzoek heeft aangetoond dat ook de stofwisseling van deze bacteriën en Archaea divers was. Er zijn aanwijzingen gevonden voor chemotrofie, methanogenese, desulfuricatie, koolstofassimilatie en mogelijk fotosynthese.